# DFS Classic 1987
Il DFS Classic 1987  è stato un torneo di tennis giocato sull'erba.
È stata la 6ª edizione del DFS Classic, che fa parte del Virginia Slims World Championship Series 1987.
Si è giocato al Edgbaston Priory Club a Birmingham in Inghilterra, dall'8 al 14 giugno 1987.

## Campionesse

### Singolare
Pam Shriver ha battuto in finale  Larisa Neiland con il punteggio di 4–6, 6–2, 6–2

### Doppio
- Torneo cancellato per pioggia